# 国防省 (インド)
国防省（こくぼうしょう、英語: Ministry of Defence、MoD）は、インドの行政機関の一つである。インドにおける国家安全保障とインド軍を所管している。同省はインドの中央省庁の中で最大の予算額を有しており、世界の国々の中では2019年現在で第3位の軍事費となる。

## 歴史
1776年に、イギリス東インド会社がコルカタに軍事部門を設立した。当時の主な機能は、東インド会社の各部門が出す軍隊に関連する指令を処理し、記録することであった。 
イギリスからの独立後に、首相の下に国防省として発足した。1962年11月に、国防生産局が研究開発や防衛装備の生産を所管するために設置された。1965年には防衛用品局が設立され、その後に国防生産局に統合された。1980年に国防研究開発局を設置。2004年に退役軍人福祉局を設置。 

## 組織

### 内部部局
以下の4つの部門によって構成されている。  
- 国防局
- 国防生産局
- 国防研究開発局
- 退役軍人福祉局

### 大学・研究機関
- 防衛学分析研究所
- 先端技術防衛研究所
- 心理学防衛研究所
- インド国立防衛大学